# Chō Tsuratatsu
Chō Tsuratatsu est un nom japonais traditionnel ; le nom de famille (ou le nom d'école), Chō, précède donc le prénom (ou le nom d'artiste).
Chō Tsuratatsu (長 連龍, 9 septembre 1546-18 mars 1619) est un samouraï de  la fin de l'époque Sengoku jusqu'au début de l'époque d'Edo, au service des clans Hatakeyama, Oda puis du clan Maeda du domaine de Kaga.

## Biographie
Fils de Chō Tsugutsura, Tsuratatsu est originaire de la province de Noto. Il devient moine bouddhiste et le reste jusqu'en 1577. Cette année-là, son frère ainé se joint à Oda Nobunaga au cours de l'invasion de Noto et convainc Tsuratatsu d'en faire de même, aussi la famille Chō devient-elle la puissance dominante de la province. Tsuratatsu soutient son maître en s'engageant de façon répétée dans les conflits contre les Ikkō-ikki et aide plus particulièrement Shibata Katsuie dans sa campagne pour libérer la province de Kaga de l'influence des Ikkō en 1580. En contrepartie de la condamnation de Tsuratatsu, Nobunaga lui accorde des terres confisquées au sanctuaire Isurugi de la province d'Echizen. Cette même année, Tsuratatsu devient un yoriki de haut rang sous la juridiction de Maeda Toshiie, puis est nommé vassal direct des Maeda à la suite de l'incident du Honnō-ji. Tsuratatsu aide Tokugawa Ieyasu lors de la campagne de Sekigahara de 1600. Tsuratatsu décède dans ce qui est à présent la ville de Nanao en 1619. Ses descendants qui restent au service du clan Maeda reçoivent des revenus de 30 000 koku et possèdent le statut de karō.
Chō Tsurahide, un des descendants de Tsuratatsu, est un des assassins d'Ōkubo Toshimichi.

## Source de la traduction
- (en) Cet article est partiellement ou en totalité issu de l’article de Wikipédia en anglais intitulé « Chō Tsuratatsu » (voir la liste des auteurs).